# Pierre Mulele
Pierre Mulele ou Mulélé, né le 11 août 1929 et mort torturé dans la nuit du 2 au 3 octobre 1968, est un homme politique du Congo-Kinshasa. Ancien ministre de l’Éducation nationale dans le gouvernement de Patrice Lumumba, il a été à la tête d’un gouvernement de rébellion avec Antoine Gizenga comme Premier ministre de 1961 à 1964. Cette Rébellion Simba est ainsi parfois appelée Rébellion muleliste d'après son nom. Il fait figure de martyr du régime de Mobutu Sese Seko.

## Biographie

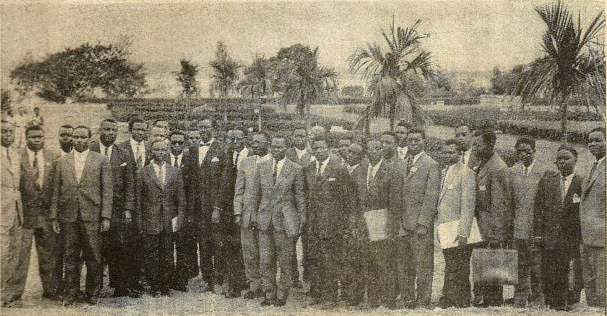
Le gouvernement Lumumba en 1960. Mulele est le troisième en partant de la droite.

Après un passage par l'armée, Pierre Mulele commence à s'engager dans des activités politique. Il rejoint l'Apic, une organisation syndicale opposée au colonialisme, et participe à une campagne visant à obtenir l’égalité des droits entre les fonctionnaires blancs et noirs. Il contribue également durant cette période à la fondation du Parti solidaire africain, d'orientation nationaliste.
À la suite de l’assassinat de Patrice Lumumba au Katanga le 17 janvier 1961, Mulele et ses compagnons suivent une formation militaire en République populaire de Chine pour combattre l’Armée nationale congolaise et le gouvernement dirigé successivement par des Premiers ministres tels que Joseph Ileo, Cyrille Adoula et Moïse Tshombé. 
En 1963, il mène la rébellion Simba dans la région du Kwilu. Celle-ci, renforcée par des milliers de partisans lumumbistes et par des soldats déserteurs, s'étend rapidement et s'empare de grandes portions du territoire national, mais les villes lui échappent. Durant leurs actions insurrectionnelles, ses milices causent de nombreux morts parmi les colons européens, ainsi que dans les missions et œuvres tenues par des religieux chrétiens, tandis que la répression militaire frappe sévèrement les populations soupçonnées de sympathies pour l'insurrection. Déclarant s’inspirer de ses observations en Chine, Mulele met en avant le rôle des femmes dans l'insurrection, et rejette le tribalisme. Lorsque Pierre Mulele arrive à Idiofa en 1964 avant que la population déserte la cité à la suite de la contre-offensive  de l'armée gouvernementale, il organise des rencontres avec l'élite pour sensibiliser la jeunesse sur le bien fondé de sa révolution. Parmi cette élite il va rencontrer Dieudonné Mutambula, le directeur de l'école catholique, l'un des coadjuteurs autochtones des missionnaires blanc (OMI) du territoire d'Idiofa. Ce dernier se souviendra de Pierre Mulele après leur entrevue comme un homme brillant et cultivé, qui voulait semer dans la jeune génération l'esprit du développement son objectif étant d'avoir ensuite un grand nombre d'intellectuels formé à l'extérieur du pays.
Après que la rébellion ait atteint son apogée en 1964, le chef d’état-major de l'Armée nationale congolaise est abattu dans une embuscade en juin, et l'insurrection domine la majorité du pays. Mais, amplement soutenue par la Belgique et les États-Unis, l'armée gouvernementale procède alors à une succession de contre-offensives et parvient à disperser l'essentiel de la rébellion en 1966. Pierre Mulele se réfugie au Congo-Brazzaville.
En 1968, Joseph Désiré Mobutu, le président du Congo-Kinshasa, le convainc de revenir d’exil, lui promettant l’amnistie selon ses partisans. Rentré le 29 septembre, il est condamné à mort par un tribunal militaire le 8 octobre. Une fois revenu, Mobutu le fait torturer publiquement jusqu’à la mort, lui faisant arracher les yeux, les oreilles, le nez et les parties génitales, et ses membres sont amputés un à un alors qu’il était toujours vivant. Son corps est jeté dans le fleuve Congo,. Selon Le Potentiel, il aurait été assassiné le 3 octobre. Dix ans plus tard, Joseph-Désiré Mobutu ordonne que la mère de Mulélé soit tuée à son tour, et la fait tuer avec l'un des fils de Pierre Mulele[réf. nécessaire].
En 2002, une des plus grandes avenues de Kinshasa est renommée en son honneur avenue Pierre Mulele.